# Geelbonte parelmoervlinder
De geelbonte parelmoervlinder (Euphydryas iduna) is een vlinder uit de familie Nymphalidae (aurelia's). De wetenschappelijke naam is, als Melitaea iduna, voor het eerst geldig gepubliceerd in 1816 door Johan Wilhelm Dalman.
De soort komt voor in Europa.

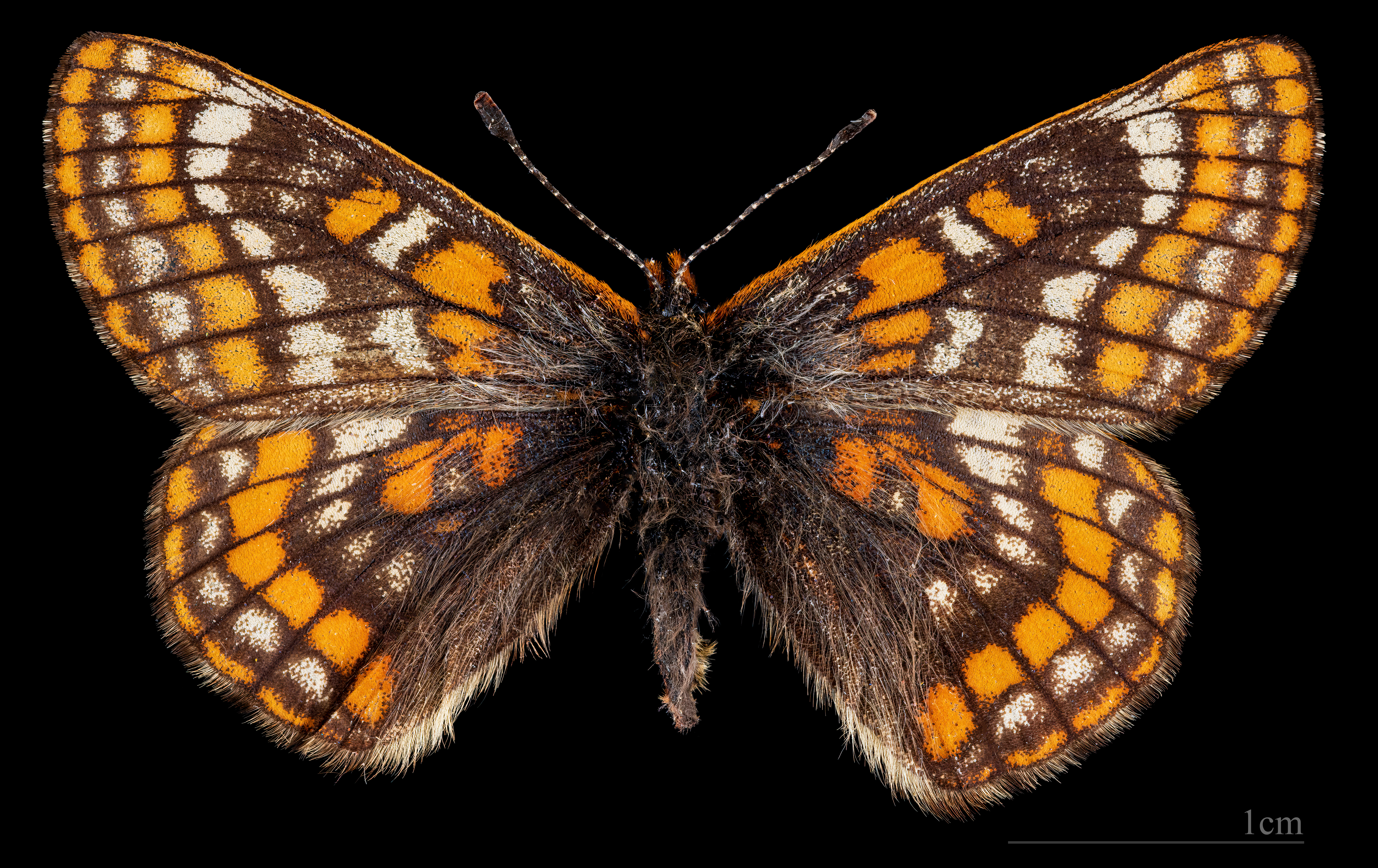
Euphydryas iduna  ♀
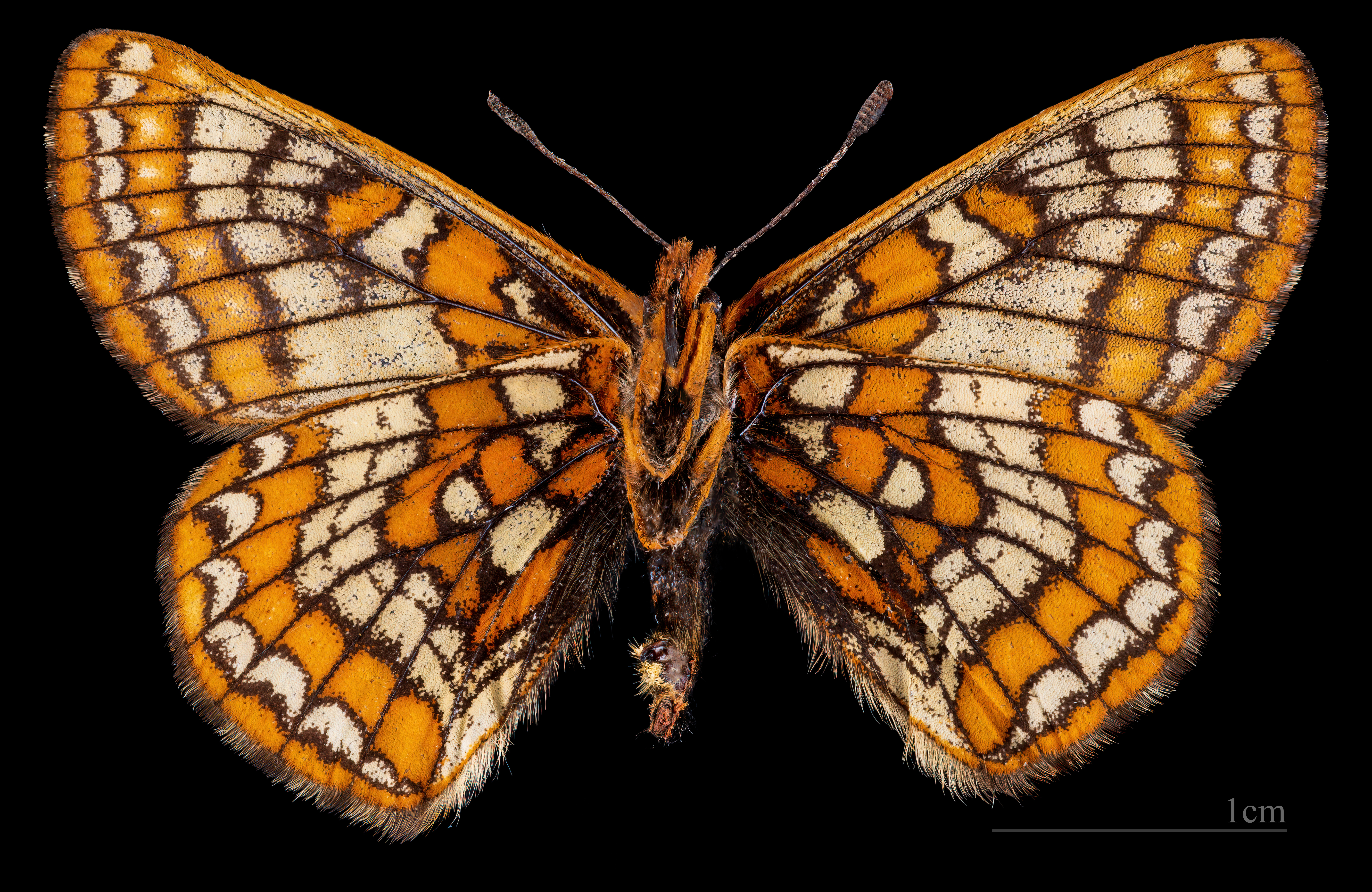
Euphydryas iduna  ♀ △